# Wing Commander: Armada
Wing Commander: Armada è un videogioco della serie di simulatori di volo fantascientifici Wing Commander. Il videogioco come i predecessori è stato sviluppato dall'Origin Systems, è stato immesso sul mercato nel 1994. 
Armada è il primo gioco della serie di Wing Commander a gestire il multiplayer e venne presentato poco prima Wing Commander III: Heart of the Tiger e ne sfrutto in nuovo motore grafico che permetteva di realizzare modelli tridimensionali molto più definiti di quelli utilizzati in Wing Commander II: Vengeance of the Kilrathi. Il gioco venne utilizzato dalla Origin come test per il motore grafico di Wing Commander III, in armada tuttavia è assente la modalità SVGA introdotta con il terzo capitolo della serie.
Sebbene il gioco si svolga durante il periodo della guerra tra la confederazione e i Kilrathi Armada va considerato come un capitolo autonomo, non correlato alla storia principale.